# Política do Gana

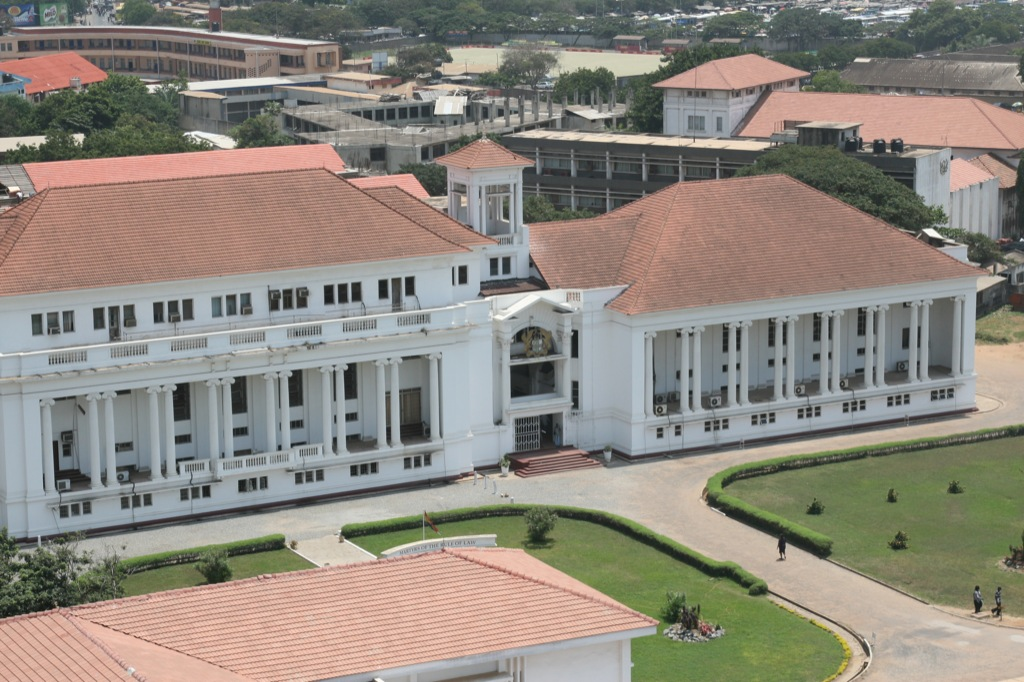
Suprema Corte do Gana.

A constituição de Gana de 1992 determinou um sistema de governo multipartidarista com parlamento unicameral e presidente eleito por voto universal para um mandato de quatro anos. O presidente, que é ainda o chefe de estado e o comandante das forças armadas, escolhe um conselho de ministros, sujeito à aprovação do parlamento. Os membros do legislativo também são eleitos por sufrágio universal para um mandato de quatro anos.
Em 6 de Março de 1957, Gana tornou-se o primeiro país da África sub-Saariana a alcançar independência de uma potência colonial Europeia. O novo Estado era composto pela ex-colônia Britânica de Costa Dourada e pelo Território Tutelado de Togoland. O primeiro ministro do país (e mais tarde presidente) foi Kwame Nkrumah (1909-72), um E.U.A.-político educado que liderou a batalha pela independência da Grã-Bretanha. Neste discurso, proferido perante o parlamento de Gana e divulgado internacionalmente pelas recém-criadas embaixadas do país, Nkrumah fez um relatório de progresso sobre os primeiros seis meses de independência. Ele destacou três temas - não alinhamento nos assuntos internacionais, o desenvolvimento econômico, bem como a importância de melhorias na educação e nos serviços sociais. Ele falou também da necessidade de mostrar "como uma sociedade Africana pode ser transformada sem perder seu caráter essencialmente Africano. Precisamos procurar métodos pelos quais o antigo e o novo possam ser mesclados."
Predefinição:Materia/Historia